# D12-PGJ3
Il (Delta)12-PGJ3 o Δ12-PGJ3 (delta-12-prostaglandin J3) è una sostanza prodotta naturalmente a partire dall'acido eicosapentaenoico, un acido grasso polinsaturo di tipo omega 3; chimicamente si tratta di un derivato ciclopentenone della prostaglandino-cicloossigenasi (CyPGs), la cui attività biologica è legata alla presenza una insaturazione (doppio legame) sull'atomo di carbonio 12.
Questa sostanza ha mostrato, su due modelli animali (topo e gatto), un'attività antileucemica. Il Δ12-PGJ3 e in generale i metaboliti delle prostaglandine PGJ 2 e PGJ 3 modulano l'apoptosi (morte cellulare programmata) delle cellule staminali leucemiche, attraverso meccanismi di segnale attivati dalla via di segnalazione dell'ATM-p53.
Tuttavia non è stato ancora del tutto chiarito se questo sia l'unico meccanismo responsabile della morte delle cellule dopo il trattamento con questi composti.
Il Δ12-PGJ potrebbe rappresentare, per la ben nota capacità dei derivati CyPGs degli acidi grassi ω-3 polinsaturi e per la refrattarietà delle cellule staminali leucemiche (leukemia stem cells) LSC agli agenti chemioterapici attualmente in uso clinico, un nuovo chemioterapico per il trattamento della leucemia e le cellule staminali leucemiche.
Uno studio su modelli animali ha evidenziato che il Δ12-PGJ3 è in grado di impedire lo sviluppo clinico della neoplasia (in particolare della leucemia e dell'eritroleucemia di Friend) dopo l'impianto di cellule tumorali nell'animale; questo effetto è stato dimostrato impiantando le cellule degli animali già trattati in altri soggetti, che non hanno sviluppato la malattia.